# István Lichteneckert
István Lichteneckert, född 17 augusti 1892 i Budapest, död 10 november 1929 i Budapest, var en ungersk fäktare.
Lichteneckert blev olympisk bronsmedaljör i florett vid sommarspelen 1924 i Paris.